# NSS-806
NSS-806 (vormals Intelsat 806) war ein kommerzieller Kommunikationssatellit der SES World Skies mit Sitz in Den Haag (vormals SES New Skies).

## Missionsverlauf
Der Satellit wurde ursprünglich als Intelsat 806 für die Flotte der Intelsat gebaut. Er war der sechste Satellit der achten Intelsat-Generation. Der Start erfolgte am 28. Februar 1998 auf einer Atlas-II-Trägerrakete von der Cape Canaveral Air Force Station. Er wurde im geostationären Orbit zunächst bei 40,5° West stationiert. Er wurde später an New Skies Satellites verkauft und in NSS-806 umbenannt und nach 47,5° West verschoben.
Im Juli 2017, fünf Jahre nach Erreichen seiner erwarteten Lebensdauer, fielen 12 seiner 31 Transponder aus. Zu diesem Zeitpunkt wurde der Umsatzverlust auf zwischen 7 und 9 Millionen Euro geschätzt. Sein Nachfolgesatellit SES-14, welchen ihn bei 47° West ablösen sollte, erreichte am 25. Januar 2018 aufgrund eines Programmierfehlers der Trägerrakete eine falsche Umlaufbahn. Die Inbetriebnahme verschob sich daraufhin von Juli auf August 2018. Nach der Aktivierung wurde NSS-806 deaktiviert und in einen Friedhofsorbit verschoben.

## Technische Daten
Lockheed Martin baute den Satelliten auf Basis ihres Satellitenbusses der 7000-Serie und rüstete ihn mit 28 C-Band- und 3 Ku-Band-Transpondern aus. Er war dreiachsenstabilisiert und wog ca. 3,7 Tonnen. Außerdem wurde er durch zwei große Solarmodule und Batterien mit Strom versorgt und besaß eine geplante Lebensdauer von 15 Jahren, welche er übertraf.